# Севин
Севин, также карбарил — органическое соединение, карбамат, α-нафтиловый эфир N-метилкарбаминовой кислоты, высокоэффективный инсектицид, обладающий широким спектром действия, не обладает свойством кумуляции в организмах теплокровных животных и человека. Особенно важен как заменитель ДДТ. Разрешён к применению в России.

## История
В 1958 году компанией Union Carbide началось коммерческое использование карбарила под торговой маркой Севин.

## Физические свойства
Представляет собой твёрдое кристаллическое вещество, с белым или слегка желтоватым оттенком, не имеет запаха. Плохо растворимое в воде, хорошо в органических растворителях, особенно в неполярных. Температура плавления 142 °С.

## Химические свойства
Севин устойчив в нейтральной и кислой среде. В щелочных растворах (pH>10) быстро гидролизуется с образованием 1-нафтола. Поэтому его нельзя использовать в смесях имеющих щелочную реакцию (бордосская жидкость, полисульфиды кальция и бария и др.). Устойчив на свету, при повышенных температурах и хранении. При сильном нагревании разрушается до 1-нафтола и токсичного метилизоцианата.
В почве может сохраняться около года.

## Получение
Севин получают при взаимодействии 1-нафтола с метилизоцианатом в присутствии тетрахлорметана:
Также существует альтернативный метод получения, в котором 1-нафтол взаимодействует с фосгеном, полученный хлорангидрид α-нафтилугольной кислоты подвергают метилированию метиламином:

## Применение
Применяется в качестве высокоэффективного контактно-кишечного инсектицида. 
Используется против вредных насекомых, имеющих резистентность к хлорорганическим и фосфорорганическим соединениям. Кроме того, его применяют в качестве регулятора роста растений, в частности, прореживания завязей яблони.

### Форма выпуска
Севин выпускается в виде:
- смачивающих порошков, содержащих 50-85% активного действующего вещества;
- дуста (5-10%);
- гранулированного порошка.
- суспензии (0,2—0,25%)

### Торговые названия
Арапсин, арилат, ветокс, динапон, карбамат, карбарил, карботокс, мервин, пантрин, препарат 7744, севинокс, трикарнам, трикернам.

## Эффективность как пестицида
Севин высокоэффективен против вредителей хлопчатника, а также плодовых, цитрусовых и овощных культур. Отличается от хлорорганических соединений более продолжительным действием. Он хорошо уничтожает взрослых особей и личинок жуков, чешуекрылых, двукрылых (мухи, слепни), трипсов и клопов, всего около 200 видов вредных насекомых. Не обладает селективным (избирательным) действием и, вследствие этого, может быть опасен для полезных беспозвоночных — пчёл, жужелиц, божьих коровок, дождевых червей. Нетоксичен для растительноядных клещей, поэтому необходимо проводить обработку при посевах или посадках сельскохозяйственных культур в смесях с акарицидами (фосфамид и др.), с которыми он проявляет синергизм.

### Физиологические эффекты
Севин обладает так называемым системным действием, то есть он легко проникает через корни, а затем перемещается по всему растению, включая генеративные органы.

## Токсичность
Токсичность зависит от размера животного, так, например, для мелких млекопитающих и насекомых он высокотоксичен (исключение составляют морские свинки LD100> 4 г/кг), для животных среднего размера он умеренно токсичен, для крупных животных и человека также умеренно токсичен. Очень опасен для холоднокровных животных обитающих в водоёмах (рыбы, земноводные), а также для пчёл, которые чувствительны к нему.

### Характер воздействия
Севин относится к веществам нервно-паралитического действия, является ингибитором ацетилхолинэстеразы. Оказывает слабо выраженное местное раздражающее действие.
При этом севин не накапливается в организмах теплокровных животных и человека, но обладает кумулятивным эффектом. 
см. https://www.ilo.org/dyn/icsc/showcard.display?p_lang=ru&p_card_id=0121&p_version=2

## Меры предосторожности
ПДК в рабочей зоне 1 мг/м3 в соответствии с действующими гигиеническими нормативами. Пороговая концентрация: по органолептическим свойствам воды — 0,1 мг/л, по влиянию на санитарный режим водоёмов — 0,5 мг/л. ПДК для объектов хозяйственно-питьевого и культурно-бытового водопользования составляет 1,0 мг/л. ПДК для рыбохозяйственных водоёмов установлена 0,0005 мг/л. Допустимые остатки в почве не должны превышать 0,05 мг/кг. Содержание севина и его остатков в пищевых продуктах, насколько это известно, считается недопустимым. Класс токсичности - II (высокотоксичное соединение), категория канцерогенности 2 (обоснованное подозрение).

### Пожарная безопасность
Севин относится к горючим веществам, температура воспламенения 196 °С, температура самовоспламенения 561 °С. Особенно опасна взвешенная в воздухе пыль, нижний предел взрываемости 15 г/м3.